# Niangoloko
Niangoloko est une commune située dans le département de Niangoloko, dont elle est le chef-lieu, de la province de Comoé dans la région des Cascades au Burkina Faso.
En 2019, le dernier recensement général comptabilisait 43 563 habitants. 

## Géographie
Située proche de la frontière avec la Côte d'Ivoire et de la seconde ville du pays Bobo-Dioulasso, la commune est une gare importante sur la ligne d'Abidjan à Ouagadougou. Elle est traversée par la route nationale 7.

## Éducation et santé
La commune accueille deux centres de santé et de promotion sociale (CSPS) dans les secteurs 3 et 5 tandis que le centre hospitalier régional (CHR) se trouve à Banfora.